# Gordon Scott
Gordon Scott (3 de agosto de 1926, Portland- 30 de abril de 2007, Baltimore) é o nome artístico de Gordon M. Werschkul, ator estadunidense.

## Biografia
A formação e aprimoramento físico de Gordon Scott (musculação e lutas) tiveram sua origem na Universidade de Oregon.
Com a Segunda Guerra Mundial, tornou-se instrutor da infantaria, no Exército dos Estados Unidos, ensinando aos soldados o manuseio de rifles, pistolas e baionetas, além de ensinar judô e outras modalidades de luta e combate corpo a corpo.
Depois do término da guerra, tornou-se policial. E após sua honorável dispensa em 1947, ele fez de tudo um pouco: bombeiro, vaqueiro, pescador, e por pouco tempo também foi lutador profissional de wrestling. Em 1953, ao trabalhar como salva-vidas em um hotel de Las Vegas, foi descoberto por um grupo de agentes de Hollywood, que notaram o seu biceps de 49 centímetros, além do seu desenvolvido tórax. Por esta época, os agentes já haviam conduzido 200 testes, com vários atores, na busca de um novo Tarzan para as telas, para substituir Lex Barker. Finalmente, Scott foi escolhido com o novo "Rei das Selvas". O produtor Sol Lesser (que vinha produzindo os filmes de Tarzan desde os tempos de Johnny Weissmuller para a RKO) deu-lhe um contrato de sete anos, e o nome artístico.
Os três primeiros filmes de Tarzan com Scott (um para RKO e dois para Metro-Goldwyn-Mayer) e produzidos por Lesser, embora bem recebidos, ainda realçavam a personalidade do homem-macaco como um imbecil, que não articula, e não sabe se comportar na civilização. Edgar Rice Burroughs, o criador de Tarzan, ficava aborrecido com as caracterizações de seu personagem feitas por Johnny Weissmuller e Lex Barker. Segundo Burroughs, seu personagem era "um homem sensível, mas acima de tudo, inteligente". Devemos lembrar, que o Tarzan original é filho de lordes ingleses (algo totalmente esquecido nos filmes de Hollywood), e de acordo com seu primeiro livro, o jovem Tarzan, achando uma cabana na selva onde morava (de improviso) seus pais ingleses, naufragados naquela costa da África, encontra no seu interior além dos restos mortais destes, muitos livros. É surpreendente ao ler a novela de Burroughs, em que o homem-macaco aprendeu a ler sozinho, assimilando jogo de palavras e figuras. Nos romances posteriores de Edgar, Tarzan aprende outras línguas, como o francês e o alemão, técnicas de combate corpo a corpo que ele aprendeu com militares ingleses e alemães, pilota aviões, e dirige carros. Mas quando era preciso, o lado animal de Tarzan prevalecia, acima de tudo.
No entanto, os direitos de filmagem iriam passar para um outro produtor, que já lera alguns dos livros de Edgar Rice Burroughs sobre Tarzan. Sy Weintraub queria mudar a característica do homem-macaco, transformando-o num herói esperto, articulador, e reflexivo na ação, mas sem perder seu lado selvagem.
Scott foi obrigado a mudar um pouco a maneira de atuar do personagem, e isto pode ser reparado, se compararmos os seus três primeiros filmes (feitos por Lesser) com os três últimos (produzidos por Weintraub, e feitos pela Paramount).
Ator limitado, Gordon não deve ter agradado muito ao produtor Weintraub, que já procurava na ocasião um substituto para ele. Sy pensou em alguém menos gordo ou musculoso ao extremo, como Scott. Conhecendo o trabalho de um ex-dublê chamado Jock Mahoney, que agora era ator e que sua especialidade era o faroeste B e que fazia suas próprias cenas de perigo, experimentou Mahoney em um papel de vilão ao lado de Scott que viveu então seu derradeiro papel de Tarzan, em "Tarzan, The Magnificent", 1960. Nesta película, Scott e Mahoney fizeram as cenas de luta, em um riacho, sem dublês. Após este filme, Jock assumiu o papel do homem-macaco. A interpretação e característica de Tarzan nas telas já não era mais a mesma.
Deixando de interpretar Tarzan, Scott foi para a Europa, onde foi introduzido em um número de filmes épicos italianos, interpretando outros heróis poderosos, como Hércules ou Maciste. Também se envolveu em filmes "western spaghetti". Pela popularidade destas produções europeias (embora consideradas baratas para os padrões de Hollywood), Gordon Scott transformou-se em uma grande sensação por toda a Europa.
Scott era muito amigo do também fisiculturista e ator Steve Reeves. Quando a moda dos épicos europeus "Spaghetes" invadiu os cinemas no mundo inteiro, Scott e Reeves se tornaram os dois astros mais conceituados deste gênero, que introduzia homens fortes e musculosos como heróis, em personagens como Hércules, Maciste, Golias, e Sansão. Os dois contracenaram juntos em "Romulo e Remo"/"Duel of Titans", em 1960, como os irmãos que lutam entre si pela posse da fundação de Roma.
Gordon Scott foi casado três vezes, sendo que uma de suas esposas foi a atriz Vera Miles, que acabou conhecendo durante as filmagens de "Tarzan's Hidden Jungle" (1955). Casaram em 1954 e se divorciaram em 1959. Tiveram um filho, Michael, nascido em 1957. Dos outros dois matrimônios, Scott ainda teve mais dois filhos.
Scott parou de atuar em 1967, com o faroeste "The Tramplers", contracenando com Joseph Cotten. Depois disso, ganhou dinheiro participando de convenções sobre Tarzan e filmes épicos. Em 1994, foi visto ao lado de Steve Reeves, com quem dividia as atenções de fãs, numa convenção de filmes de Maciste e Hércules, épicos italianos baratos para os padrões do cinema americano, considerados nos Estados Unidos o gênero "espada e sandália".
Participava de convenções promovidas por Danton Burroughs, neto de Edgar Rice Burroughs sobre Tarzan. Para Danton, Gordon era o melhor Tarzan do Cinema, muito mais próxima da concepção do personagem que o seu avô criara em seus romances, um "homem sensível, articulado e inteligente".
Nos últimos cinco anos de vida, Scott viveu no bairro do Brooklyn, em Baltimore (estado de Maryland), onde fora acolhido por uma casal de fãs, Roger and Betty Thomas, que o admiravam como ator e que tiveram a possibilidade de conhecê-lo durante uma viagem a Hollywood. Tristemente, Scott havia perdido os laços familiares, pois assim divulgou para a imprensa o casal Thomas no momento do seu falecimento, "Não Tinha mais Ninguém", já que havia perdido o contato com o resto de sua família.
Gordon Scott morreu em 30 de abril de 2007, aos 80 anos de idade, devido a complicações pós-operatórias de uma cirurgia cardíaca. Nenhum dos sobreviventes da Família Scott estava ao seu lado quando faleceu. Quem estava lá em seus momentos finais fora o Casal Thomas, que ao longo dos seus últimos cinco anos de vida fora o exemplo mais próximo que tivera de uma família.

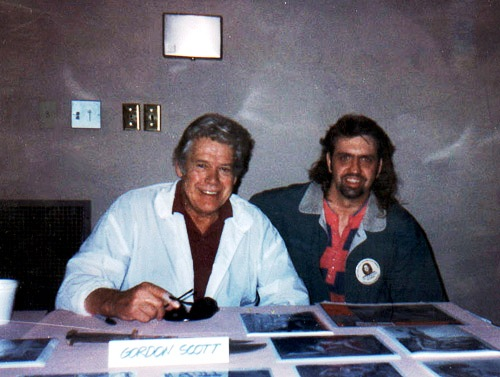
Gordon Scott posa com fã em um festival de cinema em 1995.

## Filmografia

### Tarzan
| Ano  | Título                      | Notas                                                                  |
| ---- | --------------------------- | ---------------------------------------------------------------------- |
| 1955 | Tarzan's Hidden Jungle      | Scott se casa com a atriz Vera Miles                                   |
| 1957 | Tarzan and the Lost Safari  |                                                                        |
| 1958 | Tarzan's Fight for Life     | Único filme com a presença de Jane                                     |
| 1958 | Tarzan and the Trappers     | Piloto para a televisão fracassado; não foi ao ar até 1966             |
| 1959 | Tarzan's Greatest Adventure | Sean Connery co-estrela no papel de um vilão                           |
| 1960 | Tarzan the Magnificent      | Jock Mahoney, sucessor de Scott no papel de Tarzan interpreta um vilão |

### Outros papéis
| Ano  | Título                            | Gênero            | Papel                               | Notas           |
| ---- | --------------------------------- | ----------------- | ----------------------------------- | --------------- |
| 1961 | Romolo e Remo                     | espada e sandália | Remo                                |                 |
| 1961 | Maciste alla corte del Gran Khan  | espada e sandália | Maciste                             |                 |
| 1962 | Il gladiatore di Roma             |                   | Marcus                              |                 |
| 1962 | Il figlio dello sceicco           | aventura          | Kerim                               |                 |
| 1962 | Una regina per Cesare             | drama histórico   | Julius Caesar                       |                 |
| 1963 | L'eroe di Babilonia               | aventura          | Nippur                              |                 |
| 1963 | Zorro e i tre moschettieri        | capa e espada     | Zorro                               |                 |
| 1963 | Ercole contro Moloch              | espada e sandália | Glaucus ('Ercole')                  |                 |
| 1964 | Buffalo Bill, l'eroe del far west | spaghetti western | Coronel William "Buffalo Bill" Cody |                 |
| 1964 | Il colosso di Roma                | drama histórico   | Gaius Mucius Scaevola               |                 |
| 1965 | Hercules and the Princess of Troy | fantasia          | Hércules                            | episódio piloto |
| 1967 | Il raggio infernale               | espionagem        | Bart Fargo                          |                 |
| 1967 | Segretissimo                      | espionagem        | John Sutton                         |                 |
| 1968 | Gli uomini dal passo pesante      | spaghetti western | Lon Cordeen                         |                 |